# Anthony Étrillard
Étrillard (Bayona, 21 de marzo de 1993) es un jugador francés de rugby  que se desempeña como Talonador, que juega para el club RC Toulon del Top 14.

## Carrera
Étrillard comienza su carrera profesional en la temporada 2012-13 a la edad de 21 años enfrentándose al Newport Dragons Galés en um partido de la Challenge Cup en el que fue titular y donde vencieron por el marcador de 25-22. En la temporada 2014-2015 Étrillard se sitúa como titular dentro del XV labortano pero el equipo entra en una mala racha deportiva que acaba con el descenso del Aviron Bayonnais, ese verano firma un contrato con el RC Toulon, pero no llega a debutar hasta octubre debido a un accidente doméstico con la moto.